# Misje dyplomatyczne Namibii

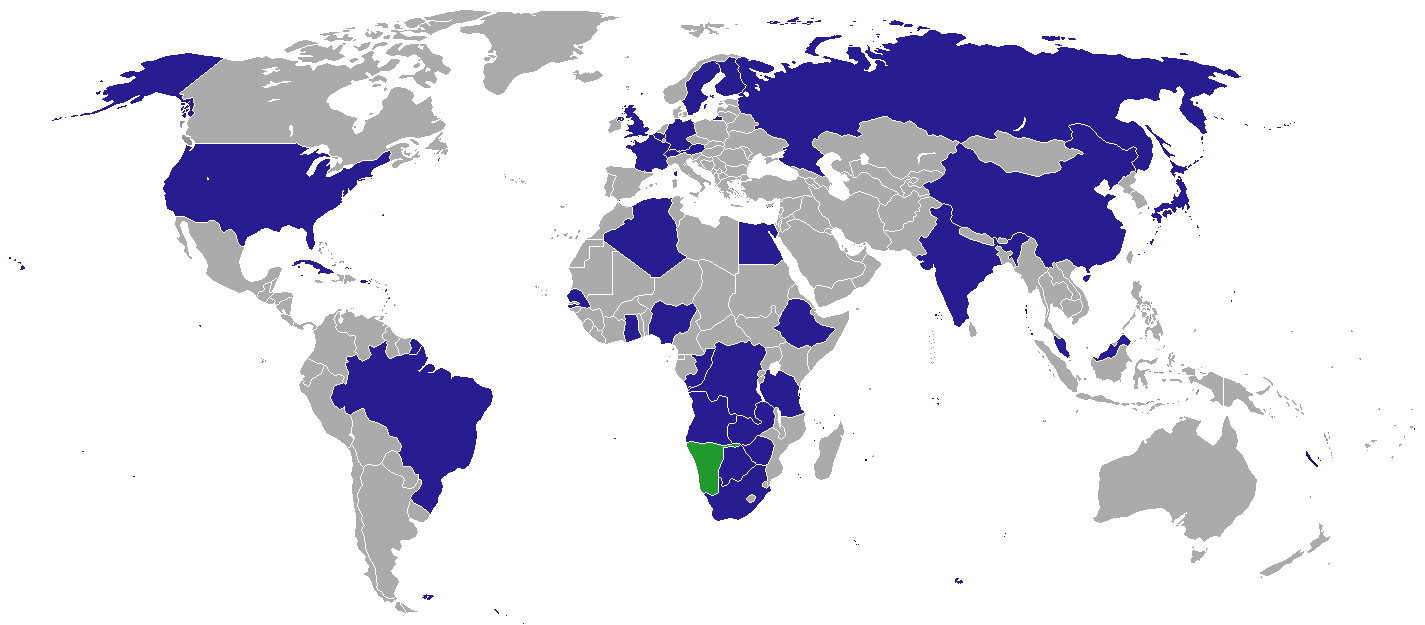
Kraje, w których Republika Namibii ma swoje przedstawicielstwa dyplomatyczne

Misje dyplomatyczne Namibii – przedstawicielstwa dyplomatyczne Republika Namibii przy innych państwach i organizacjach międzynarodowych. Poniższa lista zawiera wykaz obecnych ambasad i wysokich komisji. Namibia nie posiada obecnie konsulatów zawodowych. Nie uwzględniono konsulatów honorowych.

## Europa

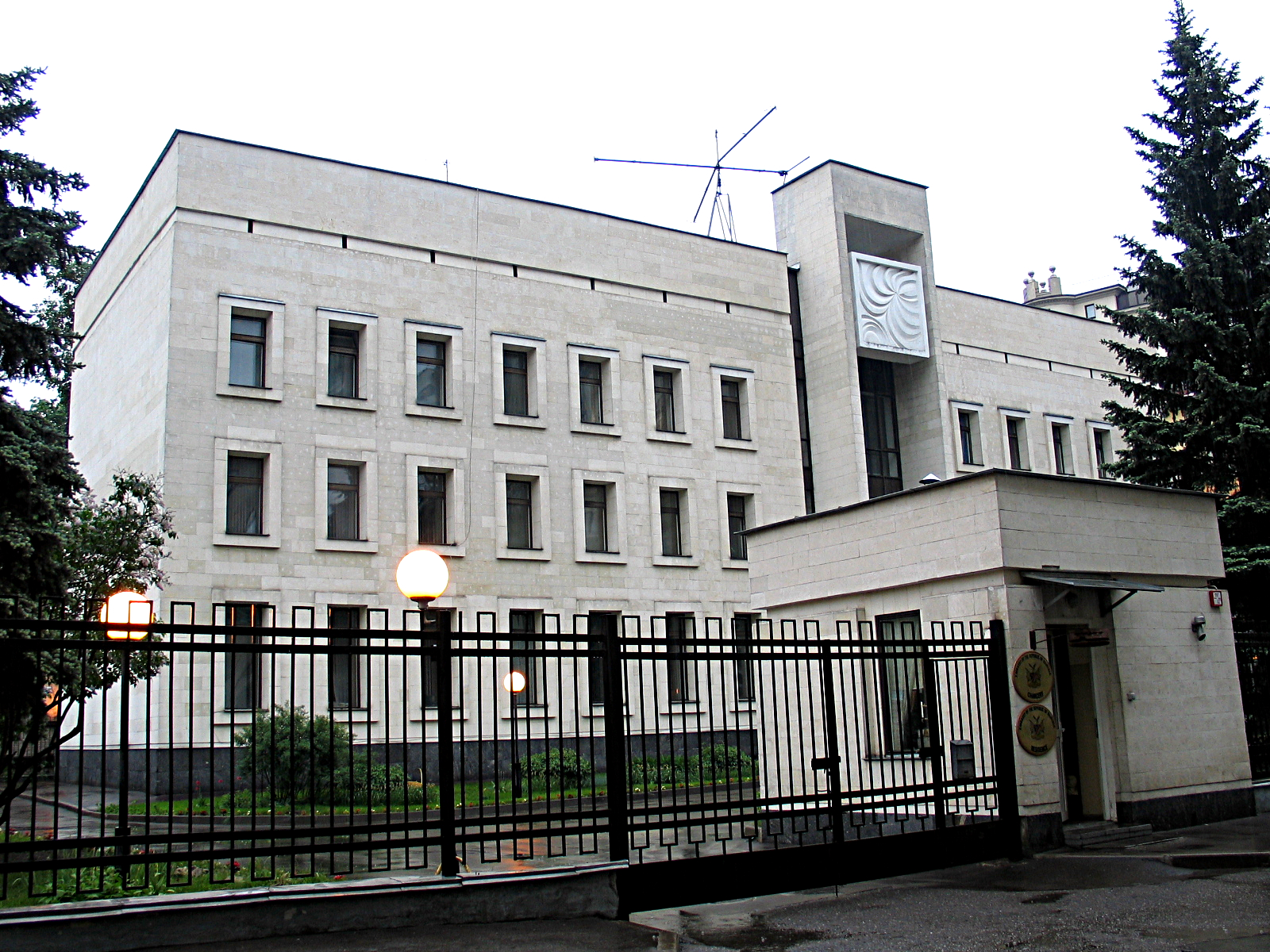
Ambasada Namibii w Moskwie

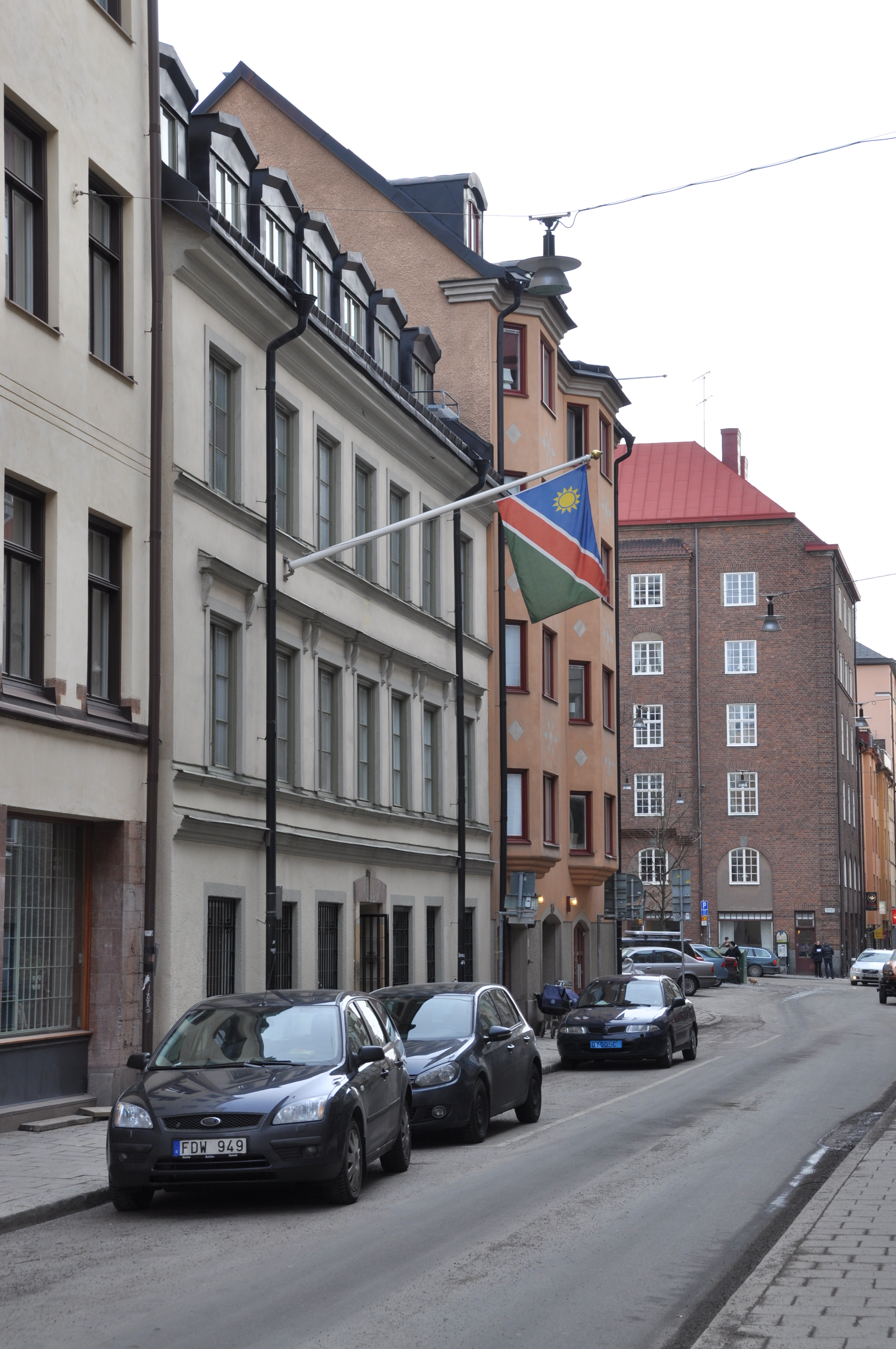
Ambasada Namibii w Sztokholmie

- Austria
  - Wiedeń (Ambasada)
- Belgia
  - Bruksela (Ambasada)
- Francja
  - Paryż (Ambasada)
- Niemcy
  - Berlin (Ambasada)
- Rosja
  - Moskwa (Ambasada)
- Szwajcaria
  - Genewa (Ambasada)
- Szwecja
  - Sztokholm (Ambasada)
- Wielka Brytania
  - Londyn (Wysoka komisja)

## Ameryka Północna, Środkowa i Karaiby

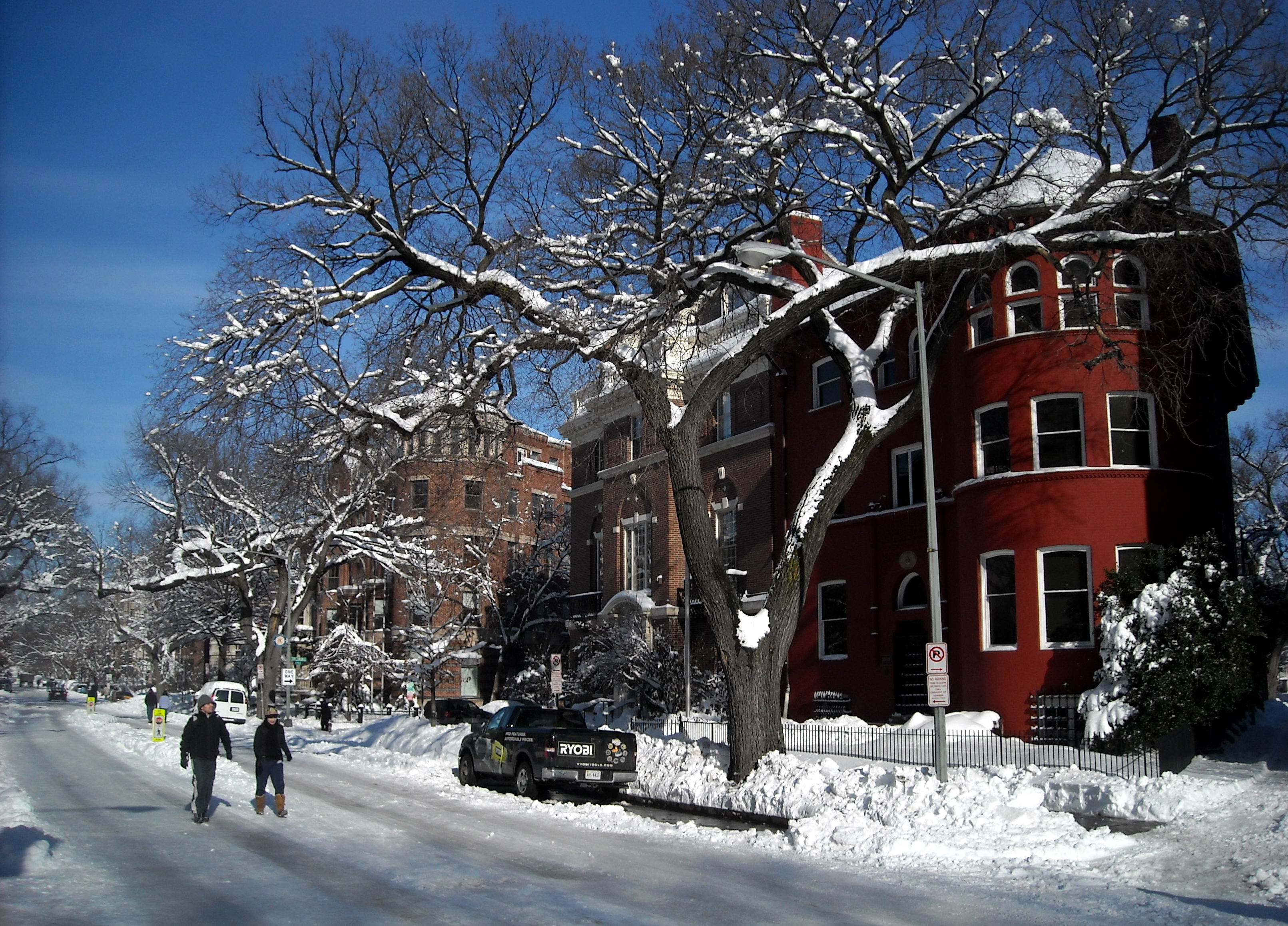
Ambasada Namibii w Waszyngtonie (budynek z prawej)

- Kuba
  - Hawana (Ambasada)
- Stany Zjednoczone
  - Waszyngton (Ambasada)

## Ameryka Południowa
- Brazylia
  - Brasília (Ambasada)

## Afryka
- Angola
  - Luanda (Ambasada)
- Botswana
  - Gaborone (Ambasada)
- Demokratyczna Republika Konga
  - Kinszasa (Ambasada)
- Egipt
  - Kair (Ambasada)
- Etiopia
  - Addis Abeba (Ambasada)
- Nigeria
  - Abudża (Wysoka komisja)
- Południowa Afryka
  - Pretoria (Wysoka komisja)
- Tanzania
  - Dar es Salaam (Wysoka komisja)
- Zambia
  - Lusaka (Wysoka komisja)
- Zimbabwe
  - Harare (Ambasada)

## Azja
- Chiny
  - Pekin (Ambasada)
- Indie
  - Nowe Delhi (Wysoka komisja)
- Japonia
  - Tokio (Ambasada)
- Malezja
  - Kuala Lumpur (Wysoka komisja)

## Organizacje międzynarodowe
- Nowy Jork - Stałe Przedstawicielstwo przy Organizacji Narodów Zjednoczonych
- Genewa - Stałe Przedstawicielstwo przy Biurze Narodów Zjednoczonych i innych organizacjach
- Wiedeń - Stałe Przedstawicielstwo przy Biurze Narodów Zjednoczonych i innych organizacjach
- Addis Abeba - Stałe Przedstawicielstwo przy Unii Afrykańskiej
- Bruksela - Stałe Przedstawicielstwo przy Unii Europejskiej